# Neoneura moorei
Neoneura moorei är en trollsländeart som beskrevs av Machado 2003. Neoneura moorei ingår i släktet Neoneura och familjen Protoneuridae. Inga underarter finns listade i Catalogue of Life.